# إظهار سلكي

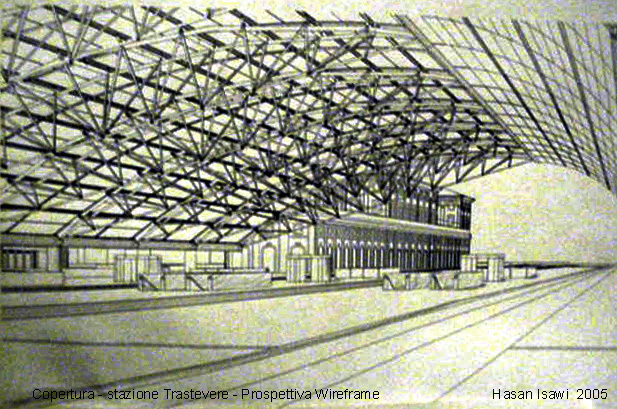
نموذج سلكي

الإظهار السلكي (نموذج الإطار السلكي), في مجال الرسم الرقمي,  يشير إلى نوع من الاظهارات الهندسية للكيانات ثلاثية الأبعاد، المعروف أيضا باسم المتجه (Vector). هذا الأسلوب يكمن فقط في رسم حواف الكيان (يبدو وكانة مصنوع مع اسلاك معدنية).. هذا الأسلوب يتطلب حسابات بسيطة بالمقارنة مع  الاسطح، وبالتالي عملية الإظهار تتم بطريقة  أسرع بكثير مقارنة بالتصيير.